# 永丰镇 (武威市)
永丰镇，是中华人民共和国甘肃省武威市凉州区下辖的一个乡镇级行政单位。

## 行政区划
永丰镇下辖以下地区：
毛沟村、大路村、朵浪村、朵云村、永丰村、四十里村、四坝桥村和沿沟村。